# Bala Hissar
Bala Hissar är en fästning belägen söder om Kabul, Afghanistan byggd på 400-talet. Berget Kōh-e Shēr Darwāzah ligger bakom fästningen med Kabuls stadsmurar som sträcker sig ut från sidorna av byggnaden. Enligt legenden har både Babur och Timur Lenk använt fästningen som bostad. Under andra anglo-afghanska kriget mördades Louis Cavagnari inne i fästningen 1879 vilket startade ett nytt brittiskt fälttåg mot Afghanistan.